# 丽玛姐的鬼魂
《丽玛姐的鬼魂》；原名为《丽玛姐的鬼魂3》是一部由马来西亚导演玛末·卡立执导，2018年的马来西亚喜剧恐怖片，是《丽玛姐的鬼魂》电影系列的第三部曲。

## 演员阵容

### 主要演员
- Awie 饰演 胡仙（Husin）
- Rab Khalid 饰演 Yeh Sekupang
- Sharwani NS 饰演 瓦妮（Wani）
- TJ Isa 饰演 库达（Khuda）
- Delimawati 饰演 丽玛姐（Kak Limah）
- Uqasha Senrose 饰演 Eton/Puteri Bunian
- 祖尔·阿里芬 饰演 Solihin

### 其他演员
- Mus May 饰演 Bunian父亲
- Ropie Cecupak 饰演 Nayan
- Pekin Ibrahim 饰演 Musalman
- Jue Aziz 饰演 Wani妻子
- 沙比里·尤诺斯 饰演 村长
- 杰玛·丁 饰演 Maznah
- Vea Kisil 饰演 诺莱妮（Noraini）

## 外部连接
- 豆瓣电影上《丽玛姐的鬼魂》的資料 （简体中文）